# 阿尔比诺瓦努斯·佩多
阿尔比诺瓦努斯·佩多（英語：Albinovanus Pedo），公元1世纪初期罗马诗人，挽歌和讽刺短诗作家，著有一部有关提秀斯的史诗，但是均已經失传。他还写作了一首关于日耳曼尼库斯远征北海的诗作，老塞涅卡曾經引用其中的部分内容，使其得以流传。

## 扩展阅读
- E. Bahrens, Poetae Latini Minores (1879) and Fragmenta Poetarum Latinorum (1886)
- Moritz Haupt, Opuscula, i. (1875)
- Oskar Haube, Beitrag zur Kenntnis des Albinovanus Pedo (1880).
- 本条目包含来自公有领域出版物的文本: Chisholm, Hugh (编).  (第11版). London: Cambridge University Press. 1911.